# (4676) Uedaseiji
(4676) Uedaseiji (1990 SD4) – planetoida z pasa głównego asteroid okrążająca Słońce w ciągu 3,73 lat w średniej odległości 2,4 j.a. Odkryta 16 września 1990 roku.